# 弗拉基米尔·佐洛耶夫
弗拉基米尔·佐洛耶夫（1993年4月8日—），吉尔吉斯斯坦男子柔道运动员，2017年亚洲柔道锦标赛男子81公斤级铜牌得主、2018年亚洲运动会男子81公斤级铜牌得主、2021年亚洲柔道锦标赛男子81公斤级金牌得主。